# Antonio Sacconi
Antonio Sacconi (Rome, 5 octobre 1895 - 22 décembre 1968) est un joueur d'échecs italien et problémiste. Il est le fils de l'architecte Giuseppe Sacconi, responsable du Monument à Victor-Emmanuel II, à Rome. 

## Carrière échiquéenne
Il obtient le titre de maître international en 1921, lors de sa participation au premier Championnat d'échecs d'Italie à Viareggio.
Il participe à quatre éditions des Olympiades d'échecs (entre 1927 et 1935) en compagnie de l'équipe italienne.
Il devient champion d'Italie en 1935 à Florence, terminant devant Max Romih et Stefano Rosselli. 
En 1939, à la suite d'une querelle avec un haut-dignitaire fasciste, l’Œuvre nationale du temps libre le suspend de tous tournois. Sacconi ne pourra reprendre la compétition qu'en 1946, année où il remporte le Tournoi des maîtres de Rome.
Il devient maître international en 1951.

## Parties
Voici deux prestigieuses victoires de Sacconi (en notation algébrique) :
Antonio Sacconi - Mir Sultan Khan (Folkestone, 1933)

1.d4 Cf6 2.Cf3 e6 3.c4 d5 4.Cc3 c5 5.Fg5 cxd4 6.Cxd4 Fe7 7.e3 0-0 8.Fxf6 Fxf6
9.cxd5 exd5 10.Fb5 Fe6 11.0-0 Db6 12.Tc1 Fxd4 13.Dxd4 Dxd4 14.exd4 Cc6 15.Fxc6 bxc6
16.Ca4 Tfc8 17.Cc5 Tab8 18.b3 Tb4 19.Tfd1 Rf8 20.Tc3 Re7 21.a3 Tb5 22.b4 a5
23.bxa5 Txa5 24.Tb1 Tb5 25.Te1 Rd6 26.f3 Tb2 27.Tee3 Td2 28.Ted3 Txd3 29.Txd3 Tb8
30.Tb3 Txb3 31.Cxb3 Rc7 32.Cc5 Rb6 33.Rf2 Ff5 34.g4 Fc2 35.Re3 Rb5 36.h4 Fd1
37.Cb7 Rc4 38.Cd6+ Rc3 39.Cxf7 c5 40.dxc5 d4+ 41.Rf2 d3 42.Cd6 Fa4 43.Ce4+ Rd4
44.Cd2 Fc6 45.h5 Fd7 46.Ce4 h6 47.Cd2 Fc6 48.f4 Rxc5 49.Re3 Fd7 50.f5 Fb5
51.Ce4+ Rc6 52.Cf2 d2 53.Rxd2 Rd6 54.Re3 Fc6 55.Rf4 Fe8 56.Cd3 Re7 57.Cc5 Fb5
58.a4 Fe2 59.a5 1-0
Antonio Sacconi - Rudolf Spielmann (Sopron, 1934)

1.d4 Cf6 2.Cf3 d5 3.c4 dxc4 4.Cc3 a6 5.a4 e6 6.e3 Cc6 7.Fxc4 Cb4 8.0-0 Fe7
9.Ce5 c5 10.Ca2 Cxa2 11.Txa2 cxd4 12.Dxd4 Dxd4 13.exd4 b6 14.Fe3 Fb7 15.b3 Cd5
16.Cd3 Ff6 17.Tc1 Cxe3 18.fxe3 Tc8 19.Tac2 Rd7 20.Cb4 a5 21.Fb5+ Rd6 22.Cc6 Fg5
23.Rf2 f6 24.Tc4 Thf8 25.T1c2 f5 26.Ce5 Ff6 27.Cd7 Txc4 28.bxc4 Td8 29.Cxb6 f4
30.Tb2 Rc7 31.Cd7 fxe3+ 32.Rxe3 Fxd4+ 33.Rxd4 Fc6 34.Fxc6 Rxc6 35.Tb6+ Rxd7
36.Re5 Tc8 37.Tb7+ Rc6 38.Txg7 Rc5 39.Txh7 Rb4 40.Rxe6 Txc4 41.Rf5 Tc5+ 42.Rf6 Tc6+
43.Re5 Tc5+ 44.Rd6 Tc4 45.h3 Rxa4 46.g4 Rb5 47.Tb7+ Ra6 48.Tb1 Tb4 49.Th1 a4
50.g5 a3 51.Ta1 Tb3 52.h4 Rb5 53.Re5 Ra4 54.h5 1-0